# طاط حمس
طاط حمس (به عربی: طاط حمس) یک روستا در سوریه است که در ناحیه اخترین واقع شده‌است. طاط حمس ۱٬۷۲۲ نفر جمعیت دارد.